# Vestenanova
Vestenanova är en ort och kommun i provinsen Verona i regionen Veneto i Italien. Kommunen hade 2 547 invånare (2018).